# Neotrichus afoveicollis
Neotrichus afoveicollis es una especie de coleóptero de la familia Zopheridae.

## Distribución geográfica
Habita en Sikkim (India).